# Малания, Малхаз
Малхаз Малания (груз. მალხაზ მალანია; 18 декабря 1963 года, Зугдиди, Грузинская ССР) — советский и грузинский футболист, полузащитник. Кандидат в мастера спорта СССР.

## Карьера
Начинал свою карьеру в грузинских командах «Дила» и «Колхети» (Поти). В 1986—1987 гг. выступал в ивановском «Текстильщике». В его составе которого Малания становился обладателем Кубка РСФСР и бронзовым призёром Чемпионата РСФСР.
В дальнейшем полузащитник играл за «Торпедо» (Кутаиси) и «Колхети» (Хоби). Завершал свою карьеру полузащитник в независимом чемпионате Грузии по футболу. Три года Малхаз Малания выступал за клуб Высшей Лиги «Одиши» (Зугдиди).

## Достижения
- Обладатель кубка РСФСР (1): 1986
- Бронзовый призёр Чемпионата РСФСР (1): 1987